# Режим инкогнито

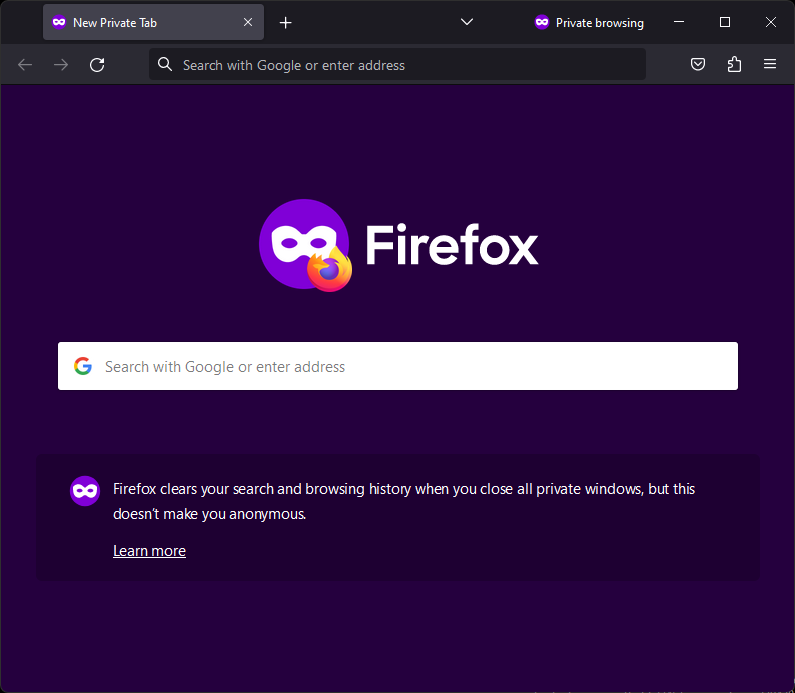
Режим инкогнито в Mozilla Firefox

Режим инкогнито, приватный просмотр (англ. private browsing) — режим браузеров, временно дающий «новое» устройство (компьютер, смартфон, планшет) без истории просмотра. И наоборот, история инкогнито-окна стирается, как только окно закроют. Иногда дополнительно усиливается защита информации: например, начинает агрессивнее работать блокировщик трекеров. Может применяться, например:
- для сёрфинга по порно-, медицинским и прочим законным, но компрометирующим сайтам, покупки подарков втайне от домочадцев[1][2];
- для сёрфинга на чужом устройстве[1][2];
- для временного частичного снятия пузыря фильтров[2];
- для ухода от оплаты на некоторых новостных сайтах[1][2];
- для отладки и поисковой оптимизации сайтов[2];
- для одновременной работы в нескольких аккаунтах[2];
- для трансляции экрана[2].

## Принцип действия
В режиме инкогнито браузер создаёт новое окно, внешне отличающееся от обычного — как правило, чёрным цветом, значком маски.
Окно инкогнито имеет отдельную изолированную историю веб-сёрфинга — включая куки (а значит, пропадает регистрация на всех сайтах), автозаполнение форм, разрешения использовать те или иные ресурсы устройства (геолокацию, микрофон и прочее). Минимально используется и затирается при выходе дисковый кэш.
В браузере Firefox по умолчанию изоляция частичная — куки стёрты, однако история из основного режима видна в приватных окнах. Это помогает в некоторых сценариях приватного режима (просмотр компромата, отладка сайтов) в ущерб другим (передача устройства посторонним).
Может агрессивнее работать блокировщик трекеров, запрещается часть расширений.
Если сам пользователь желает загрузить файл (например, чтобы сохранить на флэш-диск и посмотреть дома) или создать закладку, режим инкогнито никак не препятствует этому.

## История и названия
Режим предложен в 2005 году в Apple Safari.
| Дата            | Браузер                        | Оригинал           | Перевод                |
| --------------- | ------------------------------ | ------------------ | ---------------------- |
| 29 апреля 2005  | Apple Safari 2.0               | Private browsing   | Частный доступ         |
| 11 декабря 2008 | Google Chrome 4.4              | Incognito          | Режим инкогнито        |
| 19 марта 2009   | Internet Explorer 8 → Edge     | InPrivate          | InPrivate              |
| 30 июня 2009    | Mozilla Firefox 3.5            | Private browsing   | Приватный просмотр     |
| 2 марта 2010    | Opera 10.50 → Opera 15 (Blink) | Private tab/window | Приватная вкладка/окно |
| 3 ноября 2015   | Vivaldi бета 1                 | Private window     | Приватное окно         |

## От чего режим не защищает
Режим инкогнито — не VPN и не даркнет. Вся передаваемая по сети информация остаётся настолько открытой, насколько и была. Режим никак не скрывает от провайдера, владельца ЛВС или Wi-Fi, СОРМ и прочих ваш IP-адрес и передаваемую информацию: для открытых сайтов — всю информацию, включая пароли, для шифрованных — имена сайтов.
Сайт также будет видеть ваш IP-адрес. Он увидит ваше приблизительное местоположение, сможет отождествить незарегистрированного пользователя с зарегистрированным, одну инкогнито-сессию с другой, совершённой с того же компьютера, логировать запросы.
Если браузер самостоятельно не просматривает какой-либо тип файлов (например, PDF), запуск внешней программы оставит на устройстве временный файл, а также впишет запуск этого файла в историю просмотрщика.
Режим инкогнито может защищать от некоторых условно вредоносных скриптов — например, браузерных майнеров (генераторов «монет» криптовалюты) и скриптов сбора данных. При желании защиту от них можно включить и в обычном режиме. От вирусов, червей и прочего истинно вредоносного ПО защищает пользовательский опыт, программа-антивирус, обновлённый браузер и прочее — подробнее см. Вредоносная программа.
Режим инкогнито «против честных людей», и методы компьютерно-технической экспертизы могут извлечь изрядное количество информации. В числе каналов утечки — файл подкачки ОС, локальный кэш DNS, исследование адресного пространства браузера.
Дополнительными источниками утечек могут быть:
- плагины и расширения браузера[7];
- загрузки файлов, создание закладок, скопированные в буфер обмена данные, если пользователь это всё-таки решил делать[5];
- сайты могут определять по косвенным признакам, находится ли браузер в режиме инкогнито;
- вредоносные программы, уже имеющиеся в вашем устройстве[5];
- ошибки браузеров: первые версии Safari сохраняли историю в файле[8].